# Geochang
Der Landkreis Geochang (kor.: 거창군, Geochang-gun) befindet sich in der Provinz Gyeongsangnam-do. Der Verwaltungssitz befindet sich in der Stadt Geochang-eup. Der Landkreis hatte eine Fläche von 803 km² und eine Bevölkerung von 62.726 Einwohnern im Jahr 2019.
Ein Teil von Geochang liegt auch im Einzugsbereich des Deogyusan (덕유산), einer Gebirgskette, in der sich auch der Deogyusan-Nationalpark befindet.
Das Geochang International Festival of Theatre, das 1989 ins Leben gerufen wurde, gilt als das bekannteste Theaterfestival in Korea.

Lage des Landkreises in Südkorea